# A román nyelv szókincse
A román nyelv szókincsét először a 20. század közepén mérték fel. A legelterjedtebb elmélet szerint a nyelv szubsztrátuma trák-dák, de, mivel se a trákok, se a dákok nyelve nem eléggé ismert, az ilyen eredetűnek vélt szavak származása csak feltételezéseken alapul.
A román nyelv alapszókincsének nagy részét a latinból örökölte. Újlatin jellegét jelzi az egyrészt a latinból örökölt, másrészt az újkorban a latinból, a franciából és az olaszból átvett szavak nagy száma is. Nemcsak szavakat vett át más nyelvekből, de a már létező szavak addigi jelentése vagy jelentései mellé új jelentést/jelentéseket is rendelt. A szóalkotása is a többi újlatin nyelvéhez hasonló, amennyiben prefixumokkal (előképzőkkel) és szuffixumokkal (utóképzőkkel) sokkal több szót képez, mint szóösszetétellel.
A szókincsben a latin és újlatin eredetű szavak összesen 71,66%-ot tesznek ki, ami nagyjából megegyezik azzal, hogy a román szókészlet eredete 77%-ban azonos az olaszéval, 75%-ban a franciáéval, 74%-ban a szárdéval, 73%-ban a katalánéval, 72%-ban a portugáléval és a rétorománéval, valamint 71%-ban a spanyoléval.
A nyelvre természetesen hatottak a környező nem latin népek nyelvei, így vannak benne szláv (ószláv, bolgár, szerb, ukrán, orosz), török, görög, magyar és német jövevényszavak is. A középkorban az ószláv nyelvnek, pontosabban ennek bolgár területi változatának volt a legnagyobb hatása a román nyelvre. Ez feltehetőleg a 9. században kezdődött, miután a szlávok északkeletről bevándoroltak Közép- és Délkelet-Európába.
A magyar jövevényszavak két kategóriára oszlanak. A régebbiek kiterjedtek az egész román nyelvterületre, és viszonylag sokuk bekerült a sztenderd nyelvváltozatba is, miközben az újabbak csak az erdélyi nyelvjárásokban vannak meg. 
Magyar jövevényszó például a belșug ’bőség’ a cheltui ’költ’, chip ’kép’, a făgădui ’megfogad, ígér’, gazdă ’házigazda’, hotar ’határ’, meșteșug ’mesterség’, oraș ’város’, uriaș ’óriás’, vamă ’vám’.

## A román szókincs összetétele
Az első statisztika a román nyelv szókészletének eredeti nyelvek szerinti összetételéről a 20. század közepéről származik. Ez egy 1958-ban megjelent szótár 49 649 szaván alapszik, és adatai a következők:
- 43% – nyugati újlatin jövevényszavak (melyek 38,40%-a francia);
- 20% – a latinból örökölt szavak;
- 11,5% – szláv (ószláv, bolgár, szerb, ukrán, orosz) jövevényszavak;
- 3,60% – török jövevényszavak;
- 2,40% – görög jövevényszavak;
- 2,17% – magyar jövevényszavak;
- 2% – német jövevényszavak.

Egy újabb statisztika az 1980-as évek végén készült 2 581 szó alapján, melyeket gyakoriságuk, szemantikai gazdagságuk és termékenységük szerint válogattak ki. Ezek között a román nyelv terén keletkezett szavak is vannak. E statisztika adatai a következők:

A román nyelv 2 581 szós alap-szókészletének összetétele

- 30,33% – a latinból örökölt szavak;
- 22,12% – francia jövevényszavak;
- 15,26% – latin jövevényszavak;
- 9,18% – ószláv jövevényszavak;
- 3,95% – olasz jövevényszavak;
- 3,91% – a románon belül képzett szavak;
- 2,71% – bizonytalan eredetű szavak;
- 2,6% – bolgár jövevényszavak;
- 2,47% – német jövevényszavak;
- 1,7% – görög jövevényszavak;
- 1,43% – magyar jövevényszavak;
- 1,12% – orosz jövevényszavak;
- 0,96% – trák-dák szavak;[m 1]
- 0,85% – szerb jövevényszavak;
- 0,73% – török jövevényszavak;
- 0,23% – ukrán jövevényszavak;
- 0,19% – hangutánzó szavak;
- 0,19% – lengyel jövevényszavak;
- 0,07% – angol jövevényszavak.

Ebből a statisztikából kitűnik, hogy a latin és újlatin eredetű szavak összesen 71,66%-ot tesznek ki, ami nagyjából megegyezik azzal, hogy a román szókészlet eredete 77%-ban azonos az olaszéval, 75%-ban a franciájéval, 74%-ban a szárdéval, 73%-ban a katalánéval, 72%-ban a portugáléval és a rétorománéval, valamint 71%-ban a spanyoléval.

## A latinból örökölt szavak
A román nyelv alapszókincsét többnyire a latin nyelvből örökölte. Jellemző erre, hogy a román nyelv Swadesh-listája 207 szavából 186, azaz 89,85%, latin eredetű. Összesen mintegy 2000 a latinból örökölt szó van, ami kevés a kb. 150 000 szóból álló teljes szókészlethez képest, de ezek a szavak a legfontosabb részéhez tartoznak. Beletartozik például csaknem mindegyik viszonyszó és tőszámnév, és tartalmazza a legáltalánosabb jelentésű mellékneveket, határozószókat és igéket. Szemantikai szempontból olyan lényeges területekhez tartozó főneveket és igéket foglal magába, mint a család, a rokonság, az emberi test, a lakás, az étkezés, a természet, az idő, a mezőgazdaság, az állattartás, a falusi mesterségek, a vallás.
A 2000 szóból kb. 500 közös az összes újlatin nyelvvel, de egyesek csak az egykori latin nyelvterület másik, délnyugati perifériájához tartozó nyelvekkel közös, pl. equa > román iapă, spanyol yegua ’kanca’; formosus > rom. frumos, portugál formoso, sp. hermoso ’szép’.
A többi újlatin nyelvvel közös szavak között olyanok is vannak, melyek a románban sajátos jelentéssel maradtak fenn: anima ’lélek’ > inimă ’szív’, vindicare ’megbosszul’ > vindeca ’gyógyít’ stb.
Hozzávetőleg 100 olyan latin szó van, amely csak a románban maradt fenn. Ilyenek például a lingula > lingură ’kanál’, ovem > oaie ’birka’, placenta > plăcintă ’lepény’ szavak.

## Jövevényszavak

### A 19. századig

#### Szláv szavak
A szláv szupersztrátum hatásának mértéke a románra hasonló a francia vagy az olasz nyelvre gyakorolt germán hatás mértékével.
A középkorban a román nyelvre legnagyobb mértékben az ószláv nyelv hatott, pontosabban ennek bolgár területi változata. Ez feltehetőleg a 9. században kezdődött, miután a szlávok északkeletről behatoltak Közép- és Délkelet-Európába. Ekkor honosodott meg a román nyelvben számos olyan szó, mely az általános szókészlet majd mindegyik szemantikai területéhez tartozik. Ezek között olyanok is vannak, amelyek a magyarba is bekerültek, például brazdă ’barázda’, a cosi ’kaszál’, dâmb ’domb’, drag ’drága’, greblă ’gereblye’ stb.
Nemcsak szláv szavakat vettek át, hanem képzőket is, és nemcsak szavakkal együtt, hanem ezekről leválasztották, és más eredetű szavakhoz is hozzáadták. Prefixumok közül nagyon gyakori a tagadó ne- (pl. nefericit ’boldogtalan’), szuffixumok közül pedig a nőnemű népneveket képző -că: româncă ’román nő’.
E népi hatáson kívül műveltségi szláv hatás is volt, mivel az ortodox egyház nyelve az óegyházi szláv volt a 18. századig. Ezért a latinból örökölt, a vallás területéhez tartozó szavak mellett az óegyházi szlávból szláv, de főleg eredetileg görög szavak is megjelentek. Ezek között is vannak közösek a magyarral: popă ’pap’, sfânt ’szent’, vecernie ’vercsernye’. Ugyancsak az óegyházi szlávból a közigazgatás területéhez tartozó szavak is bekerültek a románba, de kikoptak a használatból a feudális államberendezkedés elavulása nyomán.

#### Magyar szavak
A magyar jövevényszavak két kategóriára oszlanak. A régebbiek kiterjedtek az egész román nyelvterületre, és viszonylag sokuk bekerült a sztenderd nyelvváltozatba is, miközben az újabbak csak az erdélyi nyelvjárásokban vannak meg. Az előbbi kategóriához olyan szavak tartoznak, mint belșug ’bőség’ a cheltui ’költ’, chip ’kép’, a făgădui ’megfogad, ígér’, gazdă ’házigazda’, hotar ’határ’, meșteșug ’mesterség’, oraș ’város’, uriaș ’óriás’, vamă ’vám’. Van olyan magyar képző is, melyet néhány nem magyar eredetű szóra is alkalmaztak: furt (latin eredetű) ’lopás’ > furtișag ’csenegetés, tolvajlás’, trup (szláv eredetű) ’test’ > trupeș ’testes’.

#### Görög szavak
Görög szavak közvetlenül vagy közvetve a román nyelv történetének egészében, időszakonként változó mennyiségben kerültek a román nyelvbe. A legrégibbek a Balkánon beszélt latinba kerültek, és onnan a románba, tehát ezek a latinból örökölteknek számítanak.
Egy későbbi időszakban szláv közvetítéssel jelentek meg műveltségi, az egyházi életre és az államberendezésre vonatkozó, a középgörög nyelvből származó szavak, de ugyanakkor a mindennapi életre vonatkozóak is, melyek valószínűleg közvetlen jövevények, mint például cărămidă ’tégla’ vagy temelie ’alap’ (épületé).
A török hódítások miatt sok görög a román fejedelemségekben telepedett le, majd a 18. században és a 19. század elején konstantinápolyi görögök közül kerültek ki Moldva és Havasalföld fejedelmei. Ekkor az újgörög műveltségi nyelv lett ezekben az országokban, és újabb görög szavak kerültek közvetlenül, de nagy többségük csak az ott beszélt nyelvbe, és kevés maradt meg belőlük a sztenderd nyelvben, pl. a irosi ’tékozol’ vagy politicos ’udvarias’.
Később újlatin közvetítéssel jött sok görög eredetű szó, de többnyire nem a mindennapi élet nyelvezetébe.

#### Török szavak
Török eredetű szavak főleg Moldva és Havasalföld Oszmán Birodalomtól való függése idejében kerültek a románba. A legtöbb ezekre a területekre korlátozódott, a modern kor kezdetével sokuk archaizmus lett, de egy részük megvan a sztenderd szókészletben, és aktuális. Ilyenek például a cafea ’kávé’, chibrit ’gyufa’, papuc ’papucs’ szavak.

#### Német szavak
A legrégibb német jövevényszavak az erdélyi szászoktól származnak, akik a 12. században telepedtek le ebben a régióban. A legtöbb szász szó csak az erdélyi román nyelvjárásokban honosodott meg, de egy részük elkerült az egész román nyelvterületre is, és egy részüket befogadta a sztenderd nyelvváltozat, például az a căptuși ’bélel’, roabă ’talicska’, șold ’csípő’ szavakat.
Újabb német szavak kerültek az erdélyi és a bánsági román nyelvjárásokba, miután ezek a régiók a Habsburg Birodalomhoz kerültek, és a 18. században újabb németajkúakat telepítettek ide. E szavak többsége ezekben maradt, de egy részük tovább terjedt. A mai román sztenderdben ezek közül megvannak például a muștrului ’leckéztet, összeszid’, chiflă ’zsemle’, șnur ’zsinór’, cămară ’kamra’ szavak.

### A 19. századtól kezdve
A 19. században elkezdődött a román társadalom modernizációja, és ennek velejárója új szavak tömeges átvétele volt főleg a franciából, a latinból és az olaszból. Egyébként sok esetben nem lehet tudni, e nyelvek melyikéből származik egy-egy szó.
- A francia nyelvből nemcsak főnevek, melléknevek és igék származnak (afiș ’plakát’, avion ’repülőgép’, infatigabil ’fáradhatatlan’, a exploata ’kiaknáz’), hanem néhány határozószó is: deja ’már’, vizavi ’szemben’.
- A latinból: fabulă ’állatmese’, familie ’család’, literă ’betű’, rege ’király’, tezaur ’kincstár’.
- Az olaszból: capodoperă ’remekmű’, contabil ’könyvelő’, stagiune ’színházi évad’, traumă ’trauma’.

Főleg a 19. századtól kezdve sok szláv, görög és török eredetű szó archaizmus lett, helyüket a latinból és a nyugati újlatin nyelvekből származó szavak vették át.
Egyes esetekben szinonima-párok keletkeztek, melyek tagjai között kisebb-nagyobb jelentésbeli különbségek vannak. Például a ’gyümölcs’ jelentésű rod szláv szó megkapta a latin eredetű fruct szinonimát, ezért a rod ma már csak képletesen használatos, a választékos nyelvi regiszterben. Más szinonimákat nagyjából egyformán használnak, pl. iad – infern ’pokol’, rai – paradis ’mennyország’.
Az is előfordult, hogy egy-egy latin szó másodszor került a román nyelvbe, olykor ugyanazzal a jelentéssel. Például a ’testvéri’ jelentésű szó már megvolt a nyelvben frățesc (< frate < lat. frater ’fivér’) alakban, de belekerült a fratern szó is. A két szó között csak regiszteri különbség van: az első szokásos, a második választékos. Máskor az újonnan átvett latin szónak más a jelentése. A latin directus a nyelv kialakulása idején drept lett (jelentése ’egyenes’, a direct jövevényszó pedig azt jelenti, hogy ’közvetlen’). Olyan esetek is vannak, amikor az örökölt főnév mellé a nyelv befogadott egy addig hiányzó, az eredeti latin főnévből képzett melléknevet. Példa: lat. aqua > rom. apă ’víz’ – lat. aquaticus / francia aquatique > rom. acvatic ’vízi’.
Ebben a korszakban is folytatódott német szavak átvétele, főleg a román műszaki nyelvezetek által. Példák: bliț ’vaku’, bormașină ’fúrógép’, ștecăr ’villanydugó’.
Napjainkban az új szavak főleg az angolból jönnek, de behatolásuk nem egészen új keletű.
A régebben átvett angol szavakat román kiejtéssel és helyesírással használják: blugi ’farmernadrág’, gem ’dzsem’, interviu ’interjú’, lider ’vezető’, meci ’meccs, mérkőzés’.
A napjainkhoz közelebb átvett szavakat angolosan ejtik ki és angol helyesírással írják, de ezek is a román nyelvtan szabályai szerint kapnak nemet és határozott artikulust, valamint azok szerint ragozzák őket: cow-boy, fair-play, jazz, hobby, management, marketing, mass-media, week-end: cowboy-ului ’a cowboynak’, mass-mediei ’a médiának’.
A jövevényszavak nagyarányú befogadása az oka annak, hogy a román nyelv szinonimákban gazdag. Erre jó példa az, hogy három változatban lehet lefordítani románra az Emberi Jogok Egyetemes Nyilatkozatának első bekezdését:
| Mai, hivatalos szöveg, sok francia és olasz eredetű szóval (félkövér betűkkel) | Csak a latinból örökölt szavakkal | A lehető legtöbb szláv szóval (félkövér betűkkel) | Magyar szöveg |
| --- | --- | --- | --- |
| Toate ființele umane se nasc libere și egale în demnitate și în drepturi. Ele sunt înzestrate cu rațiune și conștiință și trebuie să se comporte unele față de altele în spiritul fraternității. | Toate ființele omenești se nasc nesupuse și asemenea în prețuire și în drepturi. Ele sunt înzestrate cu cuget și înțelegere și se cuvine să se poarte unele față de altele după firea frăției. | Toate ființele omenești se nasc slobode și deopotrivă în destoinicie și în drepturi. Ele sunt înzestrate cu cuget și înțelegere și trebuie să se poarte unele față de altele în duhul frăției. | Minden emberi lény szabadon születik és egyenlő méltósága és joga van. Az emberek, ésszel és lelkiismerettel bírván, egymással szemben testvéri szellemben kell hogy viseltessenek. |

## Tükörszavak
Nemcsak szavakat vett át a román nyelv más nyelvekből, hanem, már létező szavak jelentése vagy jelentései mellé új jelentést/jelentéseket is. Például a cerc ’kör’ alapjelentése mellé a francia nyelvből átvette a szó átvitt értelmét is: cerc de prieteni ’baráti kör’.
Ez a módszer is eredményezett szinonimapárokat. Például az ’oltókészülék’-et kétféleképpen nevezik: az extinctor jövevényszóval és a stingător tükörszóval.
Más esetekben nem egy szó kapott új jelentést, hanem összetett szó keletkezett jövevény jelentéssel. Olykor ennek mindkét tagja román (például cal-putere ’lóerő’, locțiitor ’helytartó, helyettes’, nou-născut ’újszülött’), máskor az egyik tagja idegen, a másik pedig román. Például az a surprinde ’meglep’ ige a francia sur- ’-n/-on/-en/-ön’ prefixumból és a román a prinde ’megfog’ igéből keletkezett, a francia surprendre mintájára.

## Szóalkotás

### Szóképzés
A román nyelvben a szóképzés a szóalkotás leggyakoribb módja.

#### Szuffixumok
A szuffixumokkal való szóképzés a legelterjedtebb a román nyelvben. Kb. 500 ilyen képző használatos. Gyakran előfordul, hogy hatásukra fonetikai változások keletkeznek a szótőben.
A származékok jelentése szempontjából vannak:
- nagyobbító képzők: băiat ’fiú’ > băietan ’nagy fiú’, piatră ’kő’ > pietroi ’nagy kő’;
- kicsinyítő képzők: copil ’gyerek’ > copilaș ’kisgyerek’, ramură ’ág’ > rămurea ’ágacska’, aripă ’szárny’ > aripioară ’szárnyacska’, vițel ’borjú’ > vițeluș ’borjúcska’, casă ’ház’ > căsuță ’házacska’, urs ’medve’ > ursuleț ’medvebocs’, brad ’fenyőfa’ > brăduț ’fenyőfácska’;
- cselekvőt megnevező főneveket képzők: moară ’malom’ > morar ’molnár’, căruță ’szekér’ > căruțaș ’szekeres’, camion > camionagiu ’kamionsofőr’, a munci ’dolgozik’ > muncitor ’dolgozó, munkás’;
- elvont főneveket képzők: singur ’magányos’ > singurătate ’magányosság’, om ’ember’ > omenie ’emberiesség’, a plictisi ’untat’ > plictiseală ’unalom’, cuteza ’mer’ > cutezanță ’merészség’, isteț ’ügyes’ > istețime ’ügyesség’;
- kollektív főneveket képzők: fag ’bükk’ > făget ’bükkös’, muncitor ’munkás’ > muncitorime ’munkásság’, stejar ’tölgy’ > stejăriș ’tölgyes’, porumb ’kukorica’ > porumbiște ’kukoricás’.

Egy bizonyos szófajhoz tartozó szavakból más szófajhoz tartozó szavakat képzők:
- főneveket képzők: a ajuta ’segít’ > ajutor ’segítség’;
- mellékneveket képzők: părinte ’szülő’ > părintesc ’szülői’, aur ’arany’ > auriu ’aranyszínű’, inel ’gyűrű’ > inelar ’gyűrű alakú’, argilă ’agyag’ > argilos ’agyagos’;
- határozószókat képzők: român ’román’ > românește ’románul’, a se târî ’kúszik’ > târâș ’kúszva’;
- igéket képzők: brazdă ’barázda’ > a brăzda ’barázdál’, prost ’buta’ > a se prosti ’megbutul’, român ’román’ > româniza ’románosít’, bici ’ostor’ > a biciui ’ostoroz’.

#### Prefixumok
Prefixum sokkal kevesebb van (kb. 80), mint szuffixum. Ezek képezhetnek:
- igéből igét: dez- + a moșteni ’örököl’ > a dezmoșteni ’örökségből kitagad’;
- főnévből főnevet: stră- + moș ’öregember’ > strămoș ’ős’;
- melléknévből igét: în- + dulce ’édes’ > a îndulci ’édesít’;
- főnévből igét: în- + noapte ’éjszaka’ > a înnopta ’éjszakát tölt’.

#### Prefixummal és szuffixummal képzett szavak
Ilyenek például: în- + bătrân ’öreg’ + -i > a îmbătrâni ’megöregszik’, ne- + rușine ’szégyen’ + -at > nerușinat ’szégyentelen’.

### Elvonás
Az elvonás módszerével leválasztanak egy elemet egy szó végéről, és ezzel új szó jön létre. A leválasztott elem lehet képző (auzi ’hallani’ > auz ’hallás’) vagy hamisan képzőnek vélt rag. Így keletkezett a románban csaknem mindegyik gyümölcsfa és -bokor neve gyümölcse nevéből: nucă ’dió’ > nuc ’diófa’, coacăză ’köszméte’ > coacăz ’köszmétebokor’.

### Szóösszetétel
A magyar nyelvvel ellentétben a szóösszetétel nagyon kevéssé termékeny szóalkotási módszer a románban.
Mivel eredetileg az összetett szavak szószerkezetek vagy mondatok, az elemeik között egykor létező mondattani viszony szerint lehet őket osztályozni:
- alárendeléssel összetett szavak:
  - melléknévi jelző + főnév vagy főnév + melléknévi jelző: botgros ’meggyvágó’ (szó szerint ’vastag pofa’), rea-voință ’rosszindulat’ (szó szerint ’rossz akarat’), Valea Călugărească (helységnév, szó szerint ’a szerzetesi völgy’);
  - főnév + főnévi jelző: floare-de-colț ’(havasi) gyopár’ (szó szerint ’sarki virág’);
  - főnév + határozó: clarvăzător ’tisztán látó’ (képletes, szó szerint ’világosan látó);
  - ige + határozó: încurcă-lume ’fontoskodó ember’ (szó szerint ’embereket zavar’), fluieră-vânt ’széltoló’ (szó szerint ’szelet fütyül’), vino-ncoace ’(nemi) vonzerő’ (szó szerint ’gyere ide’);
  - ige + mellékmondat: lasă-mă-să-te-las ’közönyös, nemtörődöm’ (szó szerint ’hagyj, hogy hagyjalak’).

- mellérendeléssel összetett szavak:
  - közvetlenül: locotenent-colonel ’alezredes (szó szerint ’hadnagy-ezredes’, social-economic ’társadalmi és gazdasági’, Sângeorz-Băi Oláhszentgyörgy (szó szerint ’Szentgyörgy-Fürdők’);
  - kötőszóval – számnevek: treizeci și cinci ’harmincöt’, optzeci și doi ’nyolcvankettő’.

Amint látszik, a románban az összetett szavak helyesírása nem egységes. Egyeseket egybeírnak (botgros), másokat kötőjellel (rea-voință), megint másokat külön (treizeci și cinci), meglehetősen bonyolult szabályok szerint.

## Román szavak más nyelvekben
Nemcsak más nyelvek voltak hatással a román nyelvre, hanem ez is befolyásolt valamennyire más nyelveket.
Elsősorban a Románia területén élő nemzetiségek és etnikumok nyelvjárásai vettek át román szavakat, de a nemzetiségek anyaországaiban beszélt nyelvekben is előfordulnak minden környező országban, és valamivel messzebbre is eljutottak, lehet, hogy közvetve. A legtöbb a magyarban, főleg az erdélyi és a csángó nyelvjárásokban van. Sala 1989 ezeket 2000-nél többre teszi, de Gerstner 2006 szerint csak több száz van belőlük. Továbbá néhány száz az ukrán nyelvjárásokban, és kb. száz a lengyelekben található. Ugyanakkor az illető nyelvek sztenderd változataiba elenyésző számú román szó került, például a magyarba egy tucatnyi.
A kölcsönös hatás első oka az együttélés és a szomszédság. Másik oka a románok régi jellegzetes foglalkozása, a transzhumáló pásztorkodás, ami egészen Csehországig vitte őket. Politikai okok is hozzájárultak a jelenséghez: a 12. és a 13. században létező bolgár–román állam, a 15. és a 19. század közötti Oszmán Birodalomhoz tartozás, bolgár forradalmárok menekültekként tartózkodása román területen a 19. században.
Elsősorban a pásztorélet területére jellemző szavak kerültek más nyelvekbe: 200-nál több a magyarba (Sala 1989 szerint), 25 a szlovákba. Ilyen például a brânză ’túró’ szó, amely közvetlenül szomszédos népek nyelvébe került, és ezek közvetítésével távolabbi nyelvekbe is. Megtalálható a szlovák nyelvben (bryndza), a csehben (brynza) a lengyelben (bryndza), az ukránban (бринза), az oroszban (брынза), a belaruszban (брынза), a jiddisben (ברינזע – brinze), de még az észtben (brõnsa) és a németben is (Brimsen). Megjegyzendő, hogy miközben a brânză a románban mindenféle túrót és sajtot összefoglaló fogalom, más nyelvekben csak a juhtejből készült túróra vonatkozik. Ilyenből készül például a magyarul liptói néven ismert túró. A szlovák nyelvben a szóból több más szó is képződött: bryndzový ’túrós, túróból készült’ bryndziareň ’túrót termelő üzem’, bryndziarský a túrót termelő iparágra vonatkozó melléknév, bryndzovník ’túróval készült sós sütemény’. A bryndza az Európai Bizottság rendeletei révén két oltalmazott termék nevében szerepel. A lengyel bryndza podhalańska OEM (oltalom alatt álló eredetmegjelölés) lett, a slovenská bryndza pedig OFJ (oltalom alatt álló földrajzi jelzés).
Íme néhány más olyan román szó, amely több nyelvben is megvan.
| Román             | Bolgár | Görög   | Lengyel | Macedón | Magyar       | Szerb     | Török |
| ----------------- | ------ | ------- | ------- | ------- | ------------ | --------- | ----- |
| fluier            |        | φλογέρα | fujarka |         | ’furulya’    | фрула     |       |
| masă ’asztal’     | маса   |         |         | маса    |              |           | masa  |
| gușă ’golyva’     | гуша   | γκούσα  |         |         |              | гуша      |       |
| plăcintă ’lepény’ |        |         |         |         | ’palacsinta’ | палачинка |       |

Még két szó a szerb nyelvben: бешика < bășică ’hólyag’, паун < păun ’páva’.
Más, a magyar nyelvben megtalálható román szavak: ’áfonya’ < afină, ’ficsúr’ < fecior ’legény’, ’mokány’ < mocan ’hegyi lakos’.
A bolgár az egyetlen olyan nyelv, amelybe román közvetítéssel nyugati újlatin szavak is kerültek. Így például a гуша < gușă ’golyva’, мамалига < mămăligă ’puliszka’ és маса < masă ’asztal’ szavakon kívül megtalálhatók az абонамент < abonament ’előfizetés’, абонат < abonat ’előfizető’, албум < album, булевард < bulevard ’körút’, класа < clasă ’osztály’, визита < vizită ’látogatás’ és вот < vot ’szavazat’ szavak is.